# Shadwell (Virginia)
Shadwell è un census-designated place della contea di Albemarle nello stato della Virginia. Si trova nei pressi di Charlottesville, sulle rive del fiume Rivanna, affluente del fiume James.
Ha dato i natali al terzo presidente degli Stati Uniti d'America, Thomas Jefferson. La località ricevette il nome dal padre di Thomas Jefferson, Peter, che volle ricordare l'omonimo quartiere di Londra, ove era nata sua moglie, Jane Randolph.